# Klucze (gemeente)
De gemeente Klucze is een landgemeente in het Poolse woiwodschap Klein-Polen, powiat Olkuski.

## Administratieve plaatsen (sołectwo)
Klucze, Bogucin Duży, Jaroszowiec, Zalesie Golczowskie, Golczowice, Cieślin, Kolbark, Bydlin, Krzywopłoty, Kwaśniów Górny, Kwaśniów Dolny, Ryczówek, Hucisko Kwaśniowskie, Rodaki, Chechło